# 因贝尔萨戈
因贝尔萨戈（義大利語：Imbersago），是意大利莱科省的一个市镇。总面积3平方公里，人口2434人，人口密度811.3人/平方公里（2009年）。国家统计（ISTAT）代码为097039。

## 友好城市
- 法國蓬泰韦克